# São Jacinto
São Jacinto es una freguesia portuguesa del concelho de Aveiro, con 13,02 km² de superficie y 1.016 habitantes (2001). Su densidad de población es de 78,0 hab/km².